# Bakartxo Ruiz Jaso
Bakartxo Ruiz Jaso (Pamplona, 18 de agosto de 1977) es una filóloga y política española de ideología nacionalista e independentista vasca, diputada del Parlamento de Navarra desde 2011, habiendo sido la candidata por Euskal Herria Bildu al Gobierno Foral en las elecciones de 2019.

## Educación y formación
De niña estudió en tres ikastolas diferentes, ya que en ese momento la oportunidad de aprender euskera solo estaba disponible en las ikastolas. Estudió en la ikastola Paz Ziganda de Villava, y completó el bachillerato en la Ikastola San Fermín. Joseba Asiron, que más tarde sería alcalde de Pamplona, fue allí profesor, y acrecentó su interés por la historia.
Dejó claro desde su juventud que deseaba ser profesora, y llegó a plantearse cursar la carrera de Historia del Arte, si bien también le gustaban los idiomas. Su segunda opción fue convertirse en peluquera. Ha manifestado en varias ocasiones que el euskera es un tesoro, y como siempre ha querido saber más sobre él, los maestros vascos que tuvieron una gran influencia en su decisión de estudiar Filología Vasca. Fue una buena estudiante a una edad temprana, obtuvo buenas calificaciones e incluso algunos honores académicos en su carrera.
Estudió Filología Vasca en la Universidad del País Vasco, en la Facultad de Letras dispuesta en el campus de Álava. Comenzó su carrera a la edad de 18 años. En 1999, con 22 años, se convirtió en profesora de secundaria en la Ikastola San Fermín de la comarca de Pamplona, donde previamente estudió como alumna. Trabajó durante 12 años en diferentes áreas: lengua y literatura vasca, cultura clásica, literatura universal y española, entre otras. Se encuentra de baja desde el 2011.

## Carrera política

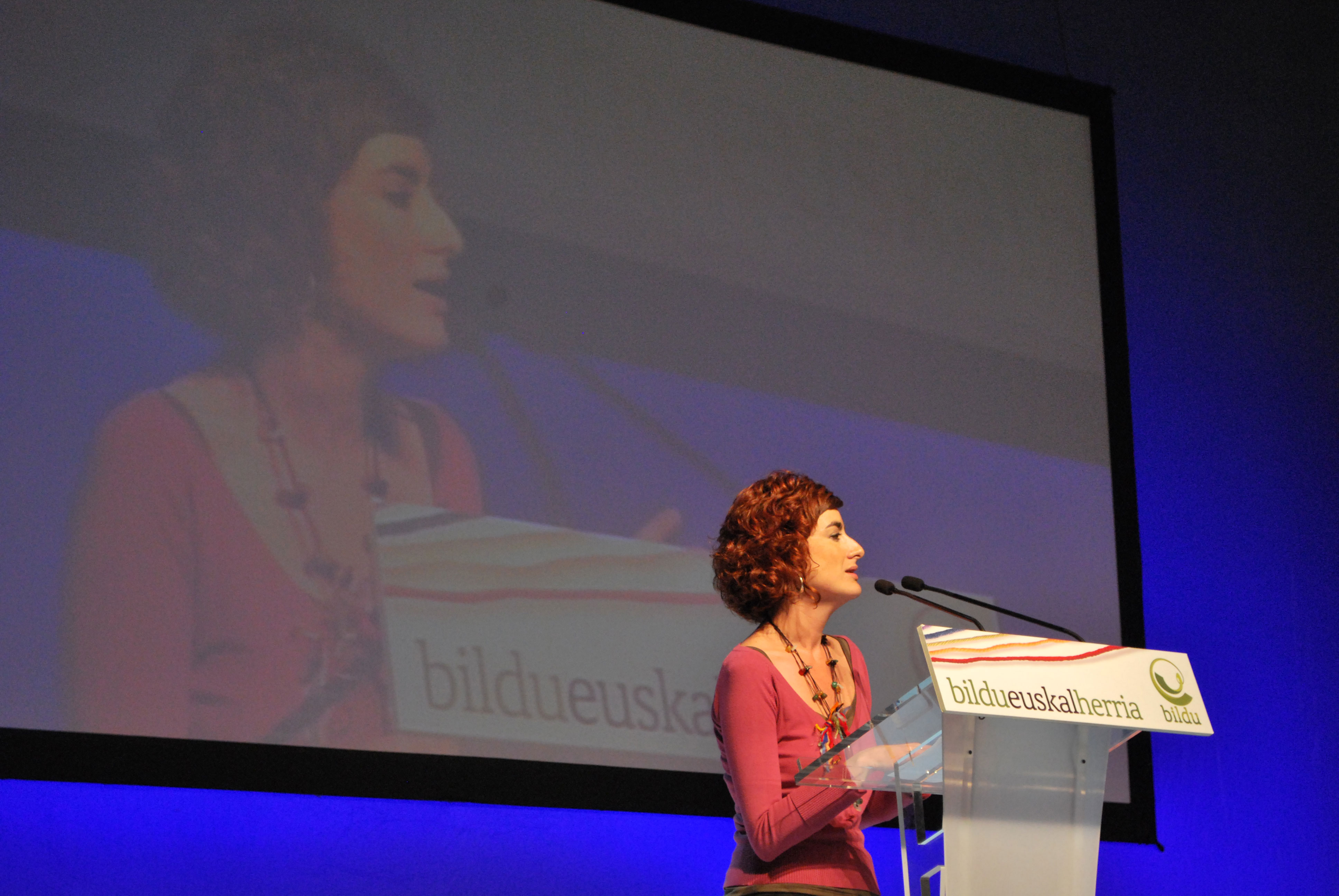
Bakartxo Ruiz en el acto electoral de Bildu, el 11 de mayo de 2011 en Pamplona.

Con anterioridad a la creación de Bildu, fue imagen de varias asociaciones, entre ellas las plataformas Hamaika Bil Gaitezen y Nafarroa aldatzen. De estas asociaciones surgió Herritarron Garaia, con Bakartxo Ruiz como portavoz, que ayudó a formar la coalición de Bildu en Eusko Alkartasuna en Navarra.
El 3 de abril de 2011, durante la presentación de la coalición, fue una de las caras principales junto a Pello Urizar (EA) y Oskar Matute (Alternatiba). Dijo que es "un tiempo de compromiso" para "construir una nación libre en lugar de un pueblo condenado" y para "sentar las bases para una cooperación efectiva" en un nuevo espacio. En las elecciones autonómicas de 2011 se presentó en las listas de Bildu de Navarra y resultó elegida diputada foral, siendo la coalición el cuarto partido más fuerte, con un 13,3% de los votos y 7 escaños.
Durante la legislatura 2011-2015, actuó como portavoz del grupo parlamentario, siendo miembro tanto de la comisión permanente como de la asamblea de portavoces. Además, fue vicepresidenta del Consejo de Educación, así como miembro de las Comisiones de Sanidad, Normativa y Régimen Foral. De 2014 a 2015, fue miembro del Comité Informativo y del Comité Especial de Política Integradora de Discapacidad.
En las elecciones generales españolas de 2015, EH Bildu quedó como la cuarta fuerza en Navarra, no obteniendo representación en el Congreso, con 34 856 votos (9,9%). Unos meses después, en la repetición electoral de junio de 2016, Bakartxo Ruiz fue la líder de la lista para el Congreso por la circunscripción de Navarra, pero no consiguió un escaño en esta, ya que volvió a ser la cuarta fuerza con el 9,38% de los votos. Dijo sentirse orgullosa de su "esfuerzo colectivo y trabajo duro" a pesar de no conseguir un escaño la noche electoral, y subrayó que EH Bildu tenía un "trabajo difícil" por las elecciones estatales.
Pese a que no consiguiera dar el salto a la política nacional, Ruiz continuó siendo diputada foral tras renovar su escaño en las elecciones de 2015, ocupando el cuarto lugar de la lista de EH Bildu, en la que se alternaban miembros de Sortu, Eusko Alkartasuna y Aralar, en una lista encabezada por Adolfo Araiz. EH Bildu fue el tercer partido con más votos obtenidos, el 14,5% del total y el equivalente a ocho escaños. EH Bildu apoyó al gobierno de Uxue Barkos (Geroa Bai), junto a Podemos Navarra e Izquierda-Ezkerra. Bakartxo Ruiz fue uno de los representantes de EH Bildu en las reuniones de los cuatro partidos para llegar a un acuerdo programático.
Durante esta legislatura fue presidente de la Comisión de Derechos Sociales, y integró las comisiones de Salud y Relaciones Institucionales y Ciudadanía. También fue suplente del comité de investigación de la planta de biometanización de Ultzama.
En mayo de 2018, se presentó como candidata de EH Bildu a la presidencia de Navarra para las elecciones forales de 2019, creyendo que era la mejor oportunidad para profundizar en el cambio que había supuesto el cuatripartito. En los comicios del 26 de mayo de 2019, EH Bildu caía a la cuarta posición, aumentando el número de votos hasta los 50 631	(14,54%), pero bajando hasta siete escaños (reduciéndose uno respecto a 2015). La socialista María Chivite fue propuesta para asumir la presidencia de Navarra. EH Bildu consultó a la militancia sobre el devenir del voto de los siete diputados que determinara si apoyar la propuesta del PSN-PSOE para alcanzar el Gobierno. Pese a la negativa en bloque de la primera votación, con el voto afirmativo de la militancia (cerca del 75%), EH Bildu se decantó por cambiar el voto de cinco diputados hacia la abstención (los otros dos se mantuvieron en el voto negativo), facilitando más síes que noes a Chivite, que fue elegida como presidenta de la Comunidad Foral posteriormente.

## Vida personal
Bautizada, posteriormente no comulgó, considerándose atea, acción reforzada al criarse en el seno de una familia en que la religión no se encontraba muy presente. Ha declarado que cree que ser docente la ha desarrollado como persona, que ha profundizado en el conocimiento de los adolescentes, que ha recibido humildad de sus alumnos, y que es un trabajo que le ha dado una gran capacidad para relacionarse con las personas, abriendo la posibilidad, tras abandonar la carrera política, de retornar a las aulas.
Es hermana del etarra Zigor Ruiz Jaso, que abandonó la prisión en 2015 tras una reducción de la condena por el Tribunal Supremo.